# Балаже (район Банска-Бистрица)
Бала́же (словац. Baláže) — деревня в Словакии, расположенная в Банска-Бистрицком крае, в районе Банска-Бистрица. Она расположена в Старогорске-Врхи, в долине у слияния Банского потока и реки Люпчица. Первое упоминание о деревне относится к 1529 году.

## Демография
| Год:                | 1994 | 2004    | 2014     | 2024    |
| ------------------- | ---- | ------- | -------- | ------- |
| Количество человек: | 201  | 193     | 216      | 229     |
| Разница:            |      | −3,98 % | +11,91 % | +6,01 % |

В 2001 году распределение населения по национальностям и этническим группам было следующим:
- словаки — 98,95%
- чехи — 1,05%

## Достопримечательности

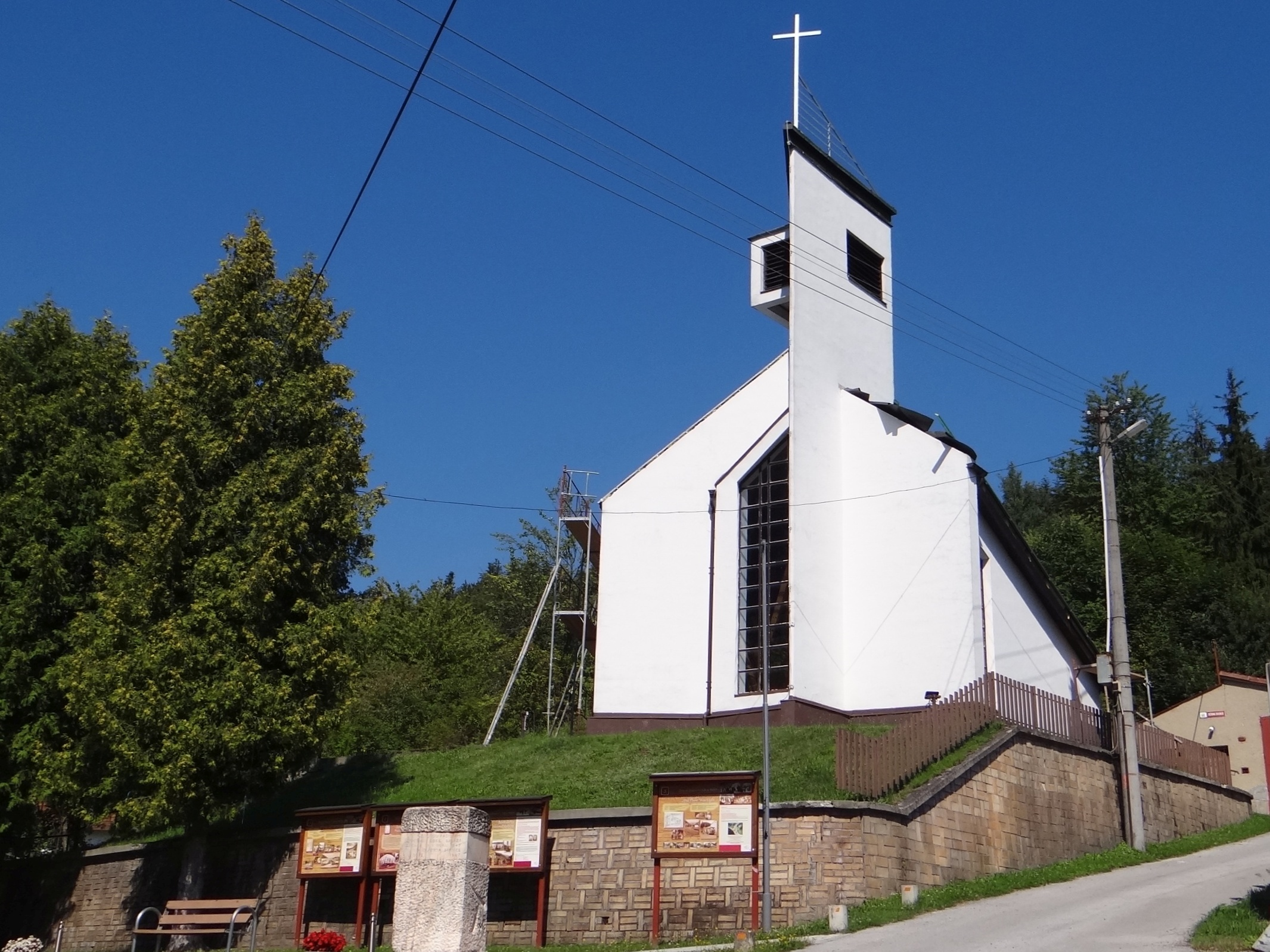
Церковь
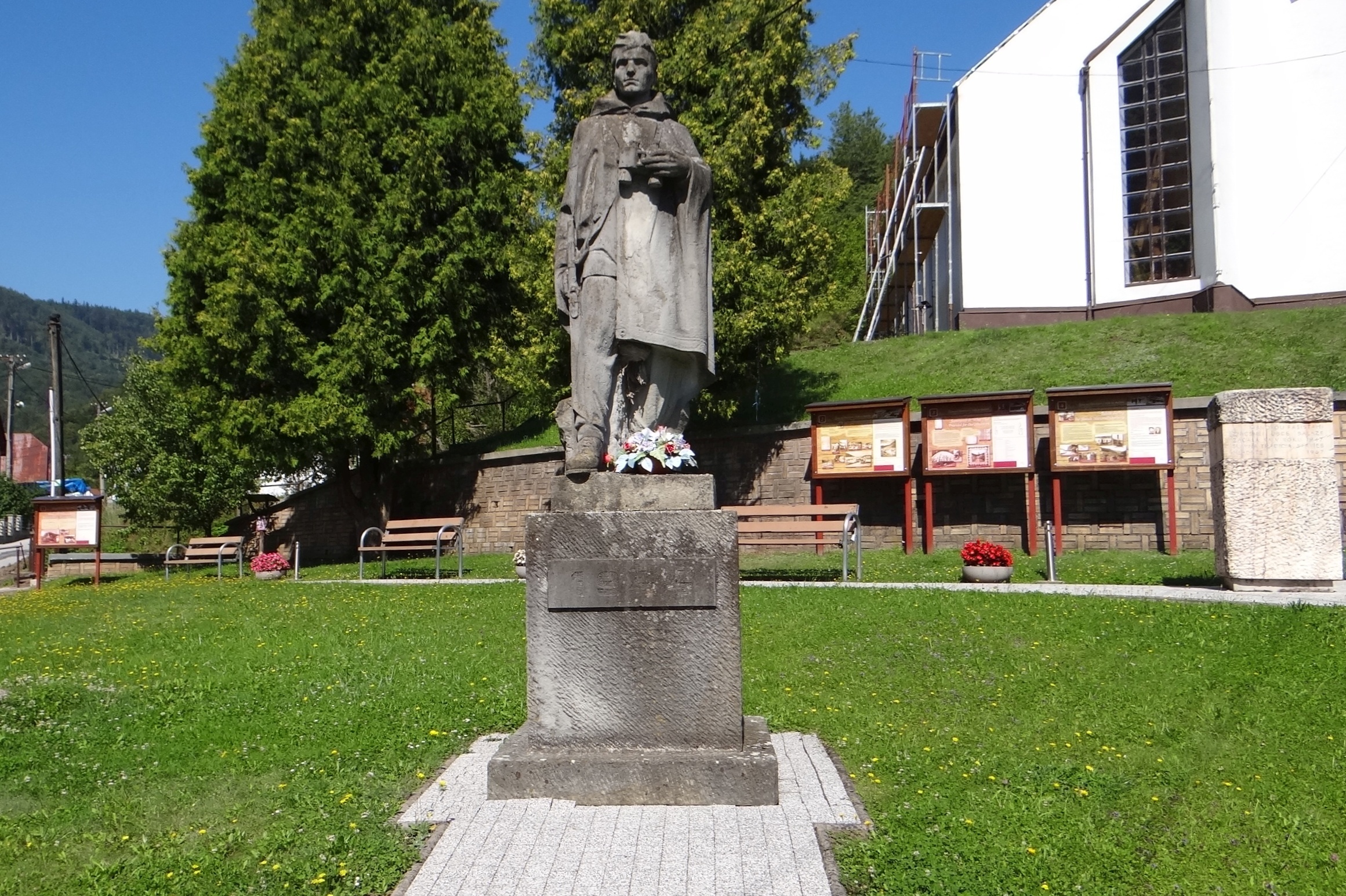
Памятник
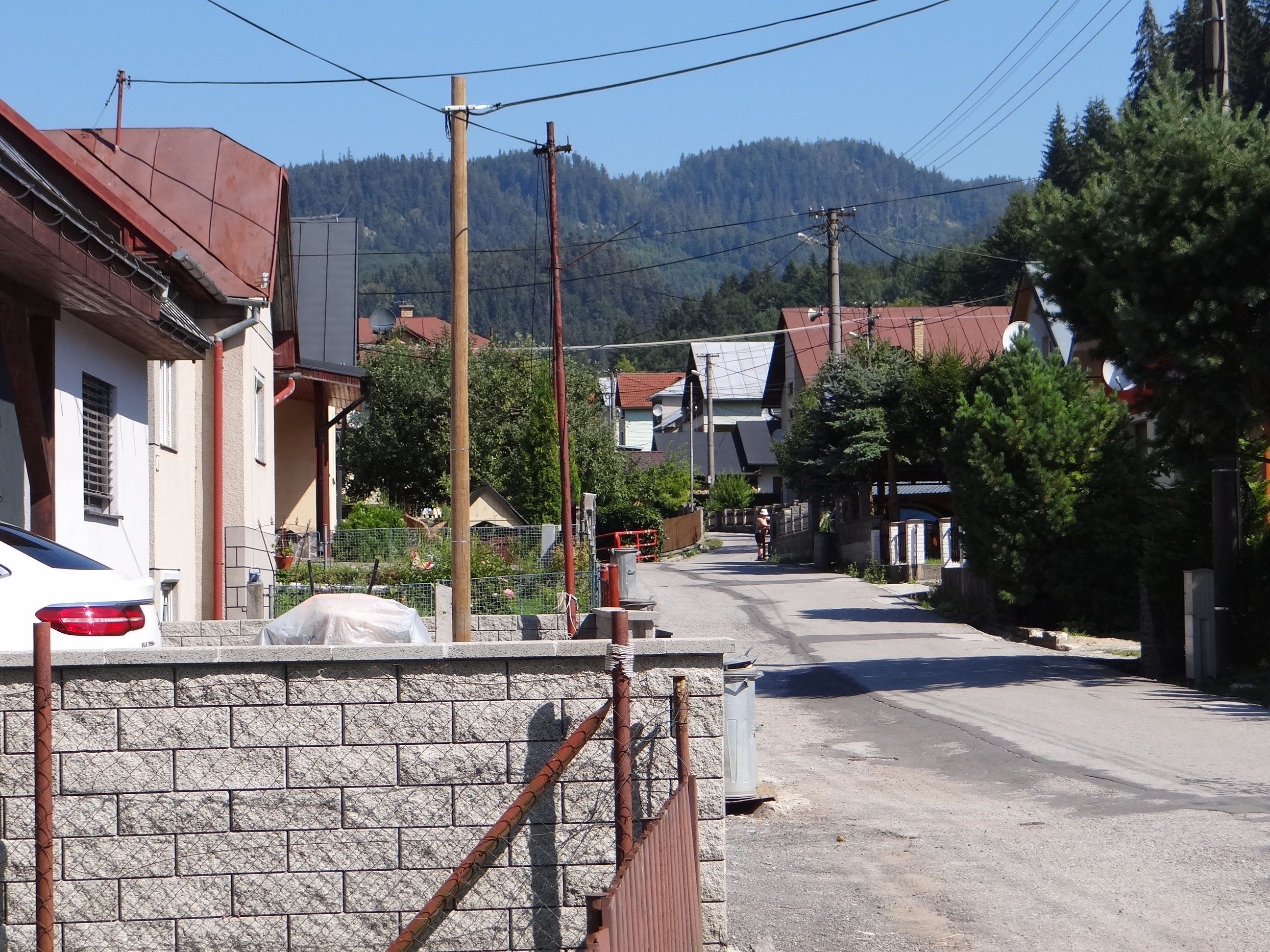
Улица
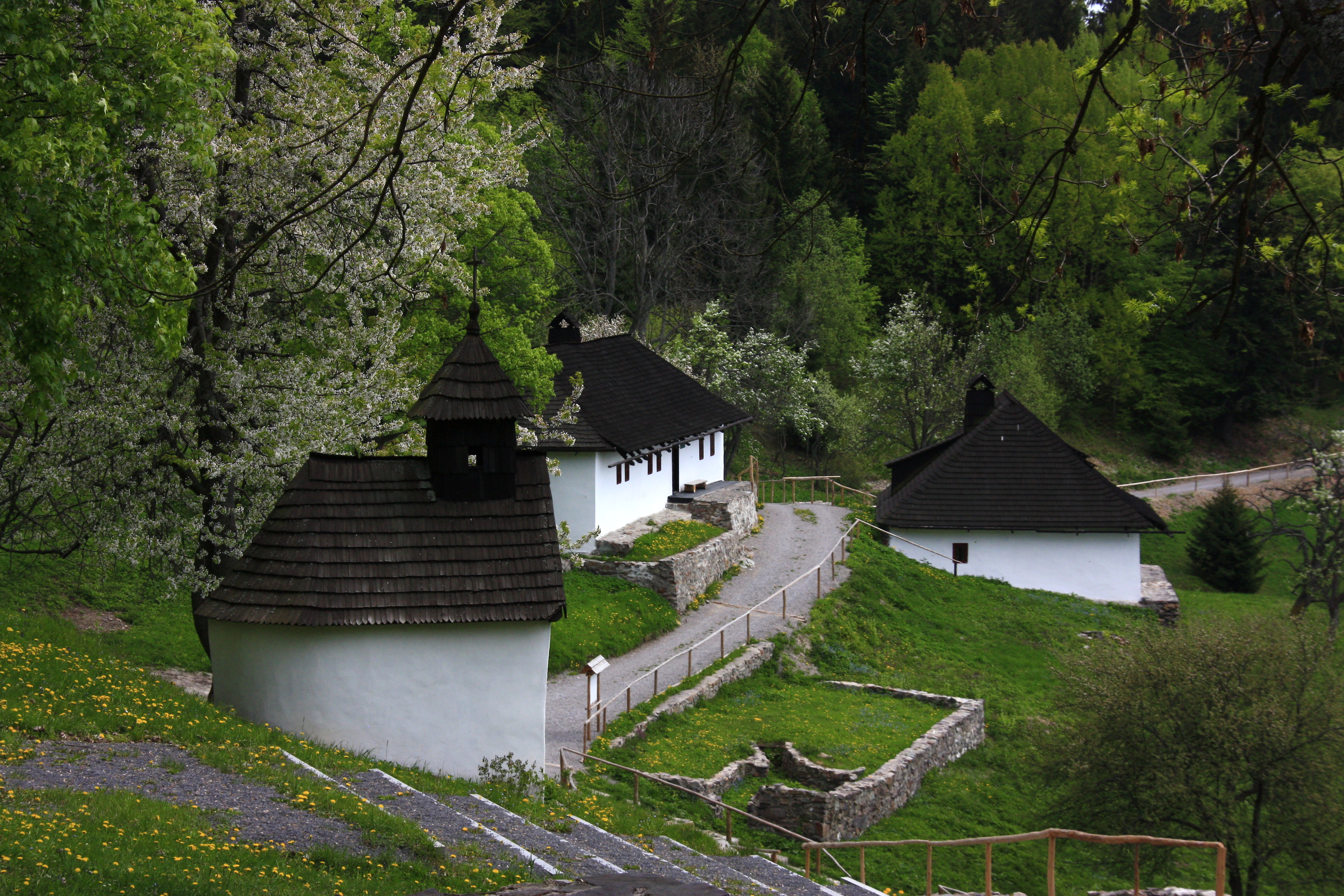
Историческое поселение Калиште